# Финкельштейн, Озер Абрамович
Озер Абрамович Финкельштейн (21 сентября 1863, Ковно — 28 сентября 1932, Каунас) — юрист, еврейский общественный деятель.

## Биография
Родился в Ковно 8 сентября (по старому стилю) 1863 года в семье Абрама-Меера Лейзеровича Финкельштейна (1837—?), уроженца Жеймы, и Хаси (Хасы) Лейзеровны Гинзберг (1843—?). Ребёнком жил в Оренбурге, где его отец был раввином и духовным главой еврейской общины. В 1884 году окончил Ковенскую гимназию. В 1888 году окончил юридический факультет Петербургского университета. Занимался частной адвокатской практикой в Каунасе.
В 1889—1905 годах занимался адвокатской практикой в Ковно. В 1905 году выслан из Ковно в Вильнюс под надзор полиции за активную общественную деятельность и незаконное распространение литературы. До первой мировой войны создал в Литве «Страховое общество на случай смерти» (был его учредителем и председателем)
В 1918 году вернулся в Литву и к адвокатской практике, вице-президент Коллегии адвокатов в Каунасе. После Первой мировой войны был заместителем председателя Совета еврейской нации, действовавшем в Каунасе. Представлял интересы евреев в Учредительном, Втором и Третьем Литовских Сеймах. Член Комитета обороны Литвы, образованного осенью 1920 года литовским правительством и Учредительным Сеймом. Подписал в конце октября 1920 года вместе с М. Слежевичем и М. Круповичем обращение Комитета обороны, призывая «всех к оружию!» и вступать добровольцами в армию или в отряды «шаулисов» (стрелков). Член «Общества ремесленного труда». Основатель первой еврейской школы в Литве. Юрисконсульт совета и правления Литовского коммерческого банка.
Публицист. Сотрудничал с литовскими и еврейскими периодическими изданиями, собирал и публиковал еврейский фольклор.
В 1984 его останки перезахоронены на еврейском кладбище в Вильнюсе.

## Семья
- Первая жена (с 17 июля 1890 года) — Шифра (София) Моисеевна Брамсон (1868—?), сестра адвоката и общественного деятеля Леонтия Моисеевича Брамсона. Дети — Эстелла (1891), Алина (1893), Элька (1896), Эммануил (1902).
- Вторая жена? (с 1920) —  Берта Левин (?—28 октября 1941, Каунас), преподаватель игры на фортепьяно у детей Финкельштейна от первого брака.
  - Дочь — Нина Финкельштейн (1920—после 1946, Канада)[6]